# L'avare
L'avare (O avarento, em português) é uma peça teatral de autoria de Jean-Baptiste Poquelin mais conhecido como Molière, baseado na Comédia da Panela, de Plauto. Estreou em Paris em 1668.
Trata-se de uma comédia de carácter cuja personagem principal, Harpagon, se caracteriza pela sua avareza caricatural. Harpagon tenta casar à força com a sua filha, enquanto teima em proteger uma cassete cheia de ouro. Os cinco actos são compostos por cinco, cinco, nove, sete e seis cenas, respetivamente. 

## Sinopse
Harpagão, um velho  que carrega os filhos para a sua mesquinharia e desconfia da lealdade de todos. Ele não descansa com medo de ser roubado, pois guarda todo seu dinheiro em casa, e na vigília para que os filhos não casem com alguém sem dotes.